# Кубок Короля Бахрейну з футболу 2019—2020
Кубок Короля Бахрейну з футболу 2019—2020 — 65-й розіграш кубкового футбольного турніру у Бахрейні. Титул володаря кубка здобув Аль-Мухаррак.

## Календар
| Раунд                 | Дата                                | Матчі | Клуби   |
| --------------------- | ----------------------------------- | ----- | ------- |
| Кваліфікаційний раунд | 13 вересня 2019                     | 3     | 19 → 16 |
| 1/8 фіналу            | 29-30 жовтня/4-7 листопада 2019     | 16    | 16 → 8  |
| 1/4 фіналу            | 18-19 грудня 2019/ 25-29 січня 2020 | 8     | 8 → 4   |
| 1/2 фіналу            | 20 лютого/4 березня 2020            | 4     | 4 → 2   |
| Фінал                 | 12 жовтня 2020                      | 1     | 2 → 1   |

## 1/8 фіналу
| Команда 1                  | Заг.         | Команда 2    | 1-й матч | 2-й матч |
| -------------------------- | ------------ | ------------ | -------- | -------- |
| 29 жовтня/4 листопада 2019 |              |              |          |          |
| Аль-Хала                   | 3:4          | Калалі (2)   | 2:1      | 1:3      |
| Манама Клаб                | 1:0          | Будая (2)    | 0:0      | 1:0      |
| Аль-Наджма                 | 4:4 пен. 3:4 | Бусайтін     | 2:2      | 2:2      |
| 29 жовтня/7 листопада 2019 |              |              |          |          |
| Аль-Мухаррак               | 0:0 пен. 5:4 | Бахрейн (2)  | 0:0      | 0:0      |
| 30 жовтня/5 листопада 2019 |              |              |          |          |
| Іст Ріффа                  | 7:2          | Іса Таун (2) | 3:1      | 4:1      |
| Аль-Хідд                   | 6:3          | Малкія (2)   | 2:2      | 4:1      |
| Аль-Ріффа                  | 4:0          | Аль-Аглі     | 2:0      | 2:0      |
| 30 жовтня/7 листопада 2019 |              |              |          |          |
| Аль-Шабаб                  | 3:1          | Сітра (2)    | 2:0      | 1:1      |

## 1/4 фіналу
| Команда 1                    | Заг.         | Команда 2    | 1-й матч | 2-й матч |
| ---------------------------- | ------------ | ------------ | -------- | -------- |
| 18 грудня 2019/25 січня 2020 |              |              |          |          |
| Калалі (2)                   | 1:8          | Аль-Мухаррак | 0:5      | 1:3      |
| Манама Клаб                  | 5:1          | Бусайтін     | 3:1      | 2:0      |
| 19 грудня 2019/26 січня 2020 |              |              |          |          |
| Аль-Шабаб                    | 2:4          | Аль-Хідд     | 1:1      | 1:3      |
| 19 грудня 2019/29 січня 2020 |              |              |          |          |
| Аль-Ріффа                    | 3:3 пен. 5:4 | Іст Ріффа    | 2:2      | 1:1      |

## 1/2 фіналу
| Команда 1                | Заг. | Команда 2    | 1-й матч | 2-й матч |
| ------------------------ | ---- | ------------ | -------- | -------- |
| 20 лютого/4 березня 2020 |      |              |          |          |
| Манама Клаб              | 1:3  | Аль-Мухаррак | 1:2      | 0:1      |
| Аль-Ріффа                | 1:3  | Аль-Хідд     | 0:2      | 1:1      |

## Фінал
| Команда 1      | Рахунок | Команда 2 |
| -------------- | ------- | --------- |
| 12 жовтня 2020 |         |           |
| Аль-Мухаррак   | 1:0     | Аль-Хідд  |